# Karel VII. Wittelsbach
Karel VII. Wittelsbach,  bavarski volilni knez (kot Karel I.), češki kralj (kot Karel III.), rimsko-nemški cesar, * 6. avgust 1697, Bruselj, † 20. januar 1745, München.
Karel I. Albert Wittelsbach je bil izvoljen za rimsko-nemškega cesarja (1742) in nasledil Habsburžana Karla VI. Tako je postal tretji Wittelsbach na cesarskem prestolu.
Karel se je rodil kot sin bavarskega volilnega kneza Maksimilijana Emanuela in Terezije Kunigunde Sobieske. 
Kljub zvezi z Marijo Amalijo Habsburško, hčerko cesarja Jožefa I., je po smrti Karla VI. oporekal pragmatični sankciji, ter se vključil v avstrijske nasledstvene vojne. V letu 1741 je zasedel Zgornjo Avstrijo in Češko, kjer se je okronal za kralja Češke, leta 1742 pa je bil kronan še za rimsko-nemškega cesarja.
| Karel VII. Wittelsbach Sveto rimsko cesarstvoRojen: 6. avgust 1697 Umrl: 20. januar 1745 |                               |                            |
| Vladarski nazivi                                                                         |                               |                            |
| Predhodnik: Karel VI.                                                                    | rimsko-nemški cesar 1742-1745 | Naslednik: Franc I. Štefan |
| Predhodnik: Karel VI.                                                                    | kralj Češke 1741-1743         | Naslednik: Marija Terezija |